# Partecipazione qualificata
Per partecipazione qualificata si intende una partecipazione societaria di peso rilevante, ovvero: 
- per una società quotata in mercati regolamentati italiani o esteri, 
  - il possesso superiore al 2% dei diritti di voto in Assemblea ordinaria,
  - oppure il possesso superiore al 5% del capitale sociale;
- altrimenti, per una società non quotata in mercati regolamentati, 
  - il possesso superiore al 20% dei diritti di voto in Assemblea ordinaria,
  - oppure il possesso superiore al 25% del capitale sociale o patrimonio.

La definizione è ai sensi dell'art. 67 T.U.I.R. (Testo Unico delle Imposte sui Redditi, d.P.R. n. 917/86).